# فیلیپسبورگ (تگزاس)
فیلیپسبورگ (به انگلیسی: Phillipsburg) یک منطقهٔ مسکونی در ایالات متحده آمریکا است که در شهرستان واشینگتن، تگزاس واقع شده‌است. فیلیپسبورگ ۱۲۱٫۳۱ متر بالاتر از سطح دریا واقع شده‌است.